# شاندرا لي شوارتز
شاندرا لي شوارتز (بالإنجليزية: Chandra Lee Schwartz)‏ هي مغنية أمريكية، ولدت في 18 أغسطس 1981.

## وصلات خارجية
- شاندرا لي شوارتز على موقع IMDb (الإنجليزية)
- شاندرا لي شوارتز على موقع قاعدة بيانات برودواي على الإنترنت (الإنجليزية)
- شاندرا لي شوارتز على موقع قاعدة بيانات الفيلم (الإنجليزية)